# شين ميغامي تينسي 4: أبوكاليبس
شين ميغامي تينسي 4: أبوكاليبس (بالإنجليزية: Shin Megami Tensei IV: Apocalypse)‏ هي لعبة فيديو أبوكالبسية تم إنتاجها في سنة 2016، وتم نشرها من قبل شركة أتلس لأجهزة نينتندو 3دي أس.